# Clarina syriaca

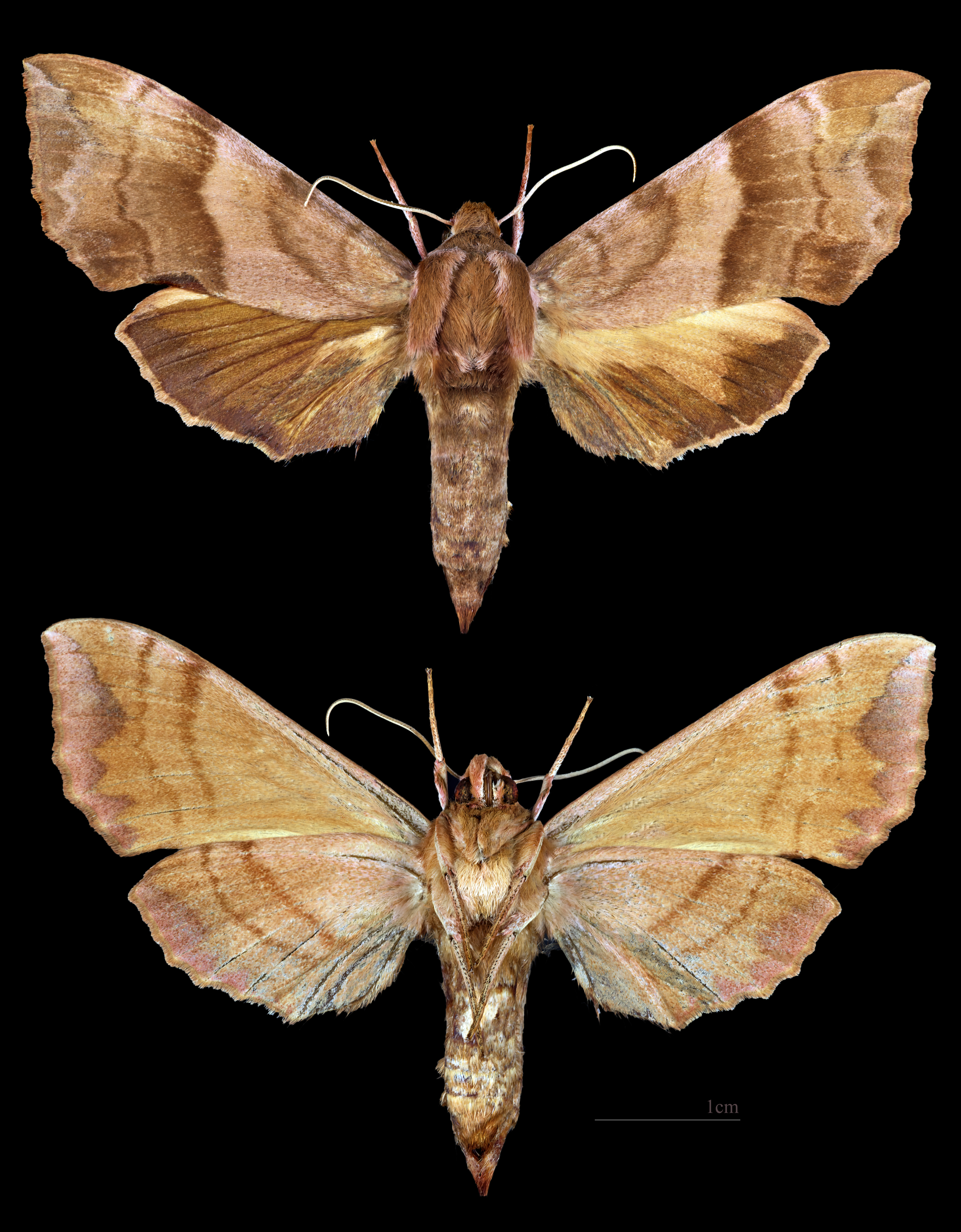
Clarina syriaca, Weibchen

Clarina syriaca ist ein Schmetterling (Nachtfalter) aus der Familie der Schwärmer (Sphingidae). Nach Kitching & Cadiou (2000) ist die Art Schwesterart von Clarina kotschyi, Pittaway betrachtet sie allerdings nur als Unterart von Clarina kotschyi. Die Art ist vermutlich durch Isolation in der Levante-Region entstanden und hat sich nach der letzten Eiszeit in die Nordtürkei ausgebreitet, wo sie mit der dort vorkommenden Clarina kotschyi Hybride bildete, welche sich weiter westlich ausbreiteten. In der Türkei ist es manchmal schwierig, Individuen einer der beiden Arten eindeutig zuzuordnen.

## Merkmale
Die Falter haben eine Flügelspannweite von 50 bis 65 Millimetern und sind damit deutlich kleiner als Clarina kotschyi. Sie haben Ähnlichkeit mit dem Kiefernspinner (Dendrolimus pini; Familie Lasiocampidae). Die Art ist in ihrer Erscheinung ziemlich variabel. Die Grundfarbe variiert von tief rötlich-braun bis blassgrau. Die schrägen Linien auf den Vorderflügeln sind bei manchen Tieren sehr blass, außerdem kann der Vorderflügelaußenrand manchmal ohne Einbuchtungen ausgebildet sein. Zwischen den Geschlechtern tritt ein deutlicher Sexualdimorphismus auf. Die Männchen sind heller gefärbt und zudem kleiner als die Weibchen.
Die Raupen werden 55 bis 65 Millimeter lang und sind denen von Clarina kotschyi sehr ähnlich. Lediglich bei frisch geschlüpften Raupen kann das Analhorn entweder dunkelgrau oder rosa-orange sein. Die ovalen Eier sind dorsoventral abgeplattet. Sie sind blass gelblich-grün. Die Puppe ist 30 bis 36 Millimeter lang. Sie ist nahezu identisch mit der von Clarina kotschyi, jedoch stärker pigmentiert.

## Vorkommen und Lebensraum
Die Art kommt vom Norden der Türkei südlich bis in den Norden und Westen Syriens, den Libanon, den Norden Jordaniens und in Israel vor. Sie ist auf Zypern mit einem einzelnen Fund aus dem Jahr 1950 in Platres nachgewiesen. Im Süden der Türkei scheint die Art sich kürzlich weiter nach Westen ausgebreitet zu haben und tritt dort bis Antalya auf. Sie besiedelt landwirtschaftlich genutzte Täler mit Flüssen, die reichlich Geröllflächen aufweisen und an Bäume und Sträucher angrenzen, auf denen Weinreben wachsen. An solchen Orten tritt die Art oft zahlreich auf. Man findet die Tiere auch auf Hängen in Bergtälern mit Gebüsch und vereinzelten Bäumen und auch in Weingärten. Im Libanon ist die Art bis in 1000 Meter Seehöhe nachgewiesen. Im Süden der Türkei ist die Art in den Tälern am Fuße des  Taurusgebirges, wo die Berge vom küstennahen Flachland aufsteigen, weit verbreitet, im Flachland fehlt sie dort. Man findet die Tiere häufig an Häusern und Bauernhöfen mit Pergolas mit Weinrebenbewuchs.

## Lebensweise

### Flug- und Raupenzeiten
Die Falter fliegen in zwei Generationen pro Jahr abhängig von der besiedelten Höhenlage von Mai bis Anfang Juli und im September und Oktober. Die Raupen kann man im Juni und Juli und wieder im September und Oktober beobachten.

### Nahrung der Raupen
Die Raupen ernähren sich von Weinreben (Vitis) und Jungfernreben (Parthenocissus). Abseits menschlicher Siedlungen bevorzugen die Tiere die Weinrebe (Vitis vinifera), wenn sie Felswände, Klippen oder Bäume bewächst.

## Entwicklung
Die Weibchen legen ihre Eier einzeln an der Oberseite der Blätter der Raupennahrungspflanzen ab. Nicht selten findet man die Eier gemeinsam mit denen von Theretra alecto, die jedoch größer sind. Bekannte Parasitoide der Art sind die Erzwespe Anastatus bifasciatus sowie die Raupenfliegen Compsilura concinnata und Drino imberbis.

## Belege